# ياسر علي
ياسر علي (1967-) طبيب مصري والرئيس السابق لمركز المعلومات ودعم اتخاذ القرار بمجلس الوزراء المصري، و المتحدث الرسمي الأسبق باسم رئاسة جمهورية مصر العربية.
 تولي منصب المتحدث الرسمي لحزب الحرية والعدالة بعد تأسيسه و قبل اختيار خيرت الشاطر عضو مكتب الإرشاد للدخول لسباق الرئاسة.
استمر ياسر علي في منصبه كمتحدث رسمي للحزب بعد استبعاد خيرت الشاطر و ترشيح محمد مرسي للرئاسة. و عين متحدثًا رسميًا للرئاسة المصرية بعد فوز محمد مرسي بالمنصب في انتخابات 2012م.

## السيرة الذاتية
من مواليد 5 أغسطس 1967م.
- انضم إلى جماعة الإخوان المسلمين عام 1987م.
- تخرج من كلية الطب جامعة عين شمس عام 1991م.
- حصل على درجة الماجيستير في الأمراض الجلدية.
- حصل على دبلومة إدارة الجودة الشاملة من الجامعة الأمريكية بالقاهرة عام 1999م.
- حصل على دبلومة إدارة المستشفيات من أكاديمية السادات عام 2000م.
- حصل على دبلومة جودة الخدمات الصحية عام 2001م.
- حصل على البورد الأمريكي في نظم جودة الخدمات (stand ford).
- حصل على درجة الدكتوراه في إدارة المؤسسات الخدمية من إنجلترا عام 2006م.[بحاجة لمصدر]

## المؤسسات التي عمل بها
- طبيب في وزارة الصحة من 1991 وحتي 1993م.
- طبيب أمراض جلدية في القوات المسلحة 1996 وحتي 2001م.
- استشاري في الخدمات الطبية بشركة استشارية بالسعودية من 2001 وحتي 2006م.
- استشاري إعادة الهيكلة ونظم الجودة والاعتماد في شركة متعددة الجنسيات بالرياض من 2006 وحتي 2011م.
- مدرب معتمد لتنفيذ الاستراتيجيات ببطاقات الأداء المتوازن من عام 2009 وحتي 2011م.
- المتحدث الرسمي باسم رئاسة جمهورية مصر العربية من 2012 وحتي 2013م.
- رئيس مركز المعلومات ودعم إتخاذ القرار بمجلس الوزراء من 2013 وحتى الانقلاب العسكري على الرئيس المعزول محمد مرسي.